# Chambers's Encyclopædia
La Chambers's Encyclopædia est créée en 1859 par William et Robert Chambers, d'Édimbourg, et devient l'une des plus importantes encyclopédies de langue anglaise des XIXe siècle et XXe siècle. Elle acquiert une réputation d'exactitude et d'érudition qui se reflète dans d'autres ouvrages produits par la maison d'édition Chambers (en). L'encyclopédie n'est plus produite.

## Chambers's Information for the People
Avant de publier une encyclopédie, la maison d'édition Chambers (en) produit une plus petite publication, Chambers's Information for the People. Cette publication débute en 1835 sous forme de série. Comme la Penny Cyclopædia et d'autres publications de l'époque, il s'agit d'un ouvrage de référence bon marché destiné aux classes moyennes et ouvrières. Par conséquent, elle ne se concentre que sur les sujets susceptibles d'intéresser l'homme du peuple et d'être pertinents pour son éducation personnelle. Elle évite également le format volumineux et « jugeait nécessaire d'ignorer toute idée commune de ce qui constitue la dignité dans l'aspect extérieur des livres ». L'entreprise est un succès, avec soixante-dix mille exemplaires vendus la première année. L'édition originale comprenait 48 « traités » numérotés, plus un traité d'introduction non numéroté intitulé An Account of the Earth, Physical and Political. Des éditions améliorées en deux volumes sont publiées en 1842 et 1848,. Une troisième édition améliorée parait en 1857, peu avant que les frères Chambers ne publient la première édition de leur grande encyclopédie en 1860. D'autres nouvelles éditions en deux volumes sont publiées en 1875 et 1884, toutes deux désignées comme la cinquième édition,.
Parallèlement, une deuxième série d'éditions est publiée à Philadelphie par une succession d'éditeurs, dont J. B. Lippincott & Co. (en). L'édition de 1848 est considérée comme la première édition américaine, tandis que l'édition de 1856 est considérée comme la 15e. D'autres éditions américaines sont publiées jusqu'en 1867.

## Première édition
La première édition, intitulée Chambers's Encyclopædia A Dictionary of Universal Knowledge for the People, est en partie basée sur une traduction en anglais de la 10e édition du Konversations-Lexikon de langue allemande, qui deviendra la Brockhaus Enzyklopädie.
Les éditeurs jugent toutefois nécessaire de compléter le texte de base par une quantité importante de matériel supplémentaire, dont plus de 4000 illustrations non présentes dans Brockhaus. Andrew Findlater (en) est l'éditeur temporaire et consacre dix ans au projet.
L'ouvrage paraît entre 1859 et 1868 en 520 parties hebdomadaires à trois demi-pence chacune et totalise dix volumes in-octavo, avec 8320 pages et plus de 27000 articles de plus de 100 auteurs. Plus de 250 auteurs sont retrouvés par le professeur Cooney en 1999 (Cooney, Sondra Miley. A Catalogue of Chambers's Encyclopædia, 1868. Bibliotheck : A Scottish Journal of Bibliography and Book History. 24 (1999) : 17-110). Le volume 10 comprend un supplément de 409 pages à la fin pour le contenu nouveau et révisé. Une édition révisée paraît en 1874. L'index des matières contient environ 1500 rubriques. Les articles sont généralement considérés comme excellents, en particulier sur la littérature juive, le folklore et les sciences appliquées. Cependant, comme dans le cas de Brockhaus, l'ampleur de l'ouvrage ne permet pas un traitement approfondi.

## Éditions ultérieures
Une édition entièrement nouvelle est publiée de 1888 à 1892 en dix volumes sous la direction de David Patrick (en). Dans cette édition, la majorité des articles sont réécrits et les articles sur les questions américaines sont rédigés principalement par des Américains et une édition y est publiée par J. B. Lippincott & Co. (en) de Philadelphie afin que Lippincott et Chambers puissent revendiquer les droits d'auteur correspondants dans leurs pays respectifs. Cette deuxième édition comporte environ 800 illustrations de moins que la première édition, mais d'autres éléments visuels, tels que les tableaux et les cartes dépliantes, augmentent.
D'autres éditions suivent dans les années 1890, 1901, 1908, 1920 et 1935. Cette dernière édition est également publiée sous la forme d'une encyclopédie spéciale intitulée British Universities Encyclopædia. Chacune de ces éditions conserve le format de dix volumes. David Patrick écrit la préface des éditions de 1901 et 1908 et est cité comme éditeur dans les éditions de 1920 et 1935, bien qu'il soit mort en 1914. Ces éditions sont en fait éditées par William Geddie (1877-1967),.
Aux États-Unis, une version de Chambers est publiée en 1880 sous le nom de Library of Universal Knowledge. C'est ainsi que débute le processus de création de la famille d'encyclopédies New International Encyclopedia.

## L'ère Newnes
En 1944, la licence de la Chambers's Encyclopædia est acquise par George Newnes Ltd (en), qui publie des ouvrages de référence en un volume depuis une dizaine d'années. En 1950, la 'Chambers's Encyclopædia. New Edition est publiée en quinze volumes à grand renfort de publicité. Tout en étant de portée internationale, elle est décrite par l'Encyclopædia Britannica comme étant d'orientation britannique et conservatrice, avec des contributeurs majoritairement britanniques. La directrice de la rédaction, Margret D. Law, la qualifie d'ouvrage entièrement nouveau portant un nom historique et note dans la préface que l'encyclopédie qu'elle « ... est avant tout une production britannique et reflète donc sans doute dans une certaine mesure l'atmosphère intellectuelle de la Grande-Bretagne d'après-guerre. Cela implique une croyance dans la coopération internationale plutôt que dans l'isolationnisme nationaliste, et dans la liberté d'expression, de culte, d'information et d'association plutôt que dans toute conception totalitaire ». La publication est célébrée lors d'un déjeuner au Grocers' Hall auquel assistent plus de cent contributeurs et qui est présidé par Sir Frank Newnes. Il est annoncé que l'encyclopédie, dont la préparation a duré six ans, a coûté 500 000 livres sterling et comprend les travaux de plus de 2300 auteurs. Lord Jowitt, le Lord Chancelier, porte un toast et décrit cette entreprise comme une « preuve exceptionnelle » de l'érudition britannique, tandis que Margret Law déclare qu'elle pense que cet ouvrage est la première grande encyclopédie publiée en Grande-Bretagne avant la Première Guerre mondiale.
Les rapports ultérieurs de l'éditeur, Newnes, confirme que l'ouvrage est un grand succès, les ventes nécessitant une réimpression régulière ; cela permet une révision considérable de l'ouvrage. Dans l'édition révisée de 1961, plusieurs millions de mots sont révisés ou remplacés et plus de la moitié des pages ont été refaites ou modifiées d'une manière ou d'une autre. L'encyclopédie est considérée comme une telle réussite scientifique que Margret Law est nommé membre de l'ordre de l'Empire britannique pour ses efforts. Elle prend sa retraite en 1963.
Contrairement aux autres encyclopédies de l'époque, la Chambers's Encyclopædia ne pas fait l'objet d'une révision annuelle et tente de publier de nouvelles éditions à intervalles d'environ cinq ans. Une nouvelle édition est publiée en 1955 et une autre au début de la décennie suivante,.

## L'ère Pergame
L'encyclopédie est acquise par Pergamon Press en 1966, l'année même de la publication de l'édition suivante. Malgré sa date de publication, les informations contenues dans l'ensemble ne sont pas à jour au-delà de 1963. Une impression révisée est en 1973 et l'encyclopédie est épuisée en 1979.
L'édition finale comprend 12600 pages, 28000 articles et 14,5 millions de mots. Les articles comptent en moyenne un peu plus de 500 mots, soit une demi-page, chacun. Il y a 4500 illustrations, principalement en noir et blanc, et 416 cartes. 3 000 collaborateurs sont répertoriés dans le dernier volume et tous les articles, sauf les plus brefs, sont signés. Il y a 10000 références croisées et un index de 225000 entrées.